# Andrena rhenana
Andrena rhenana är en biart som beskrevs av Stöckhert 1930. Den ingår i släktet sandbin och familjen grävbin. Inga underarter finns listade i Catalogue of Life.